# David Zabriskie
David Zabriskie (ur. 12 stycznia 1979 w Salt Lake City) – amerykański kolarz szosowy, dwukrotny medalista Mistrzostw świata w kolarstwie szosowym, siedmiokrotny mistrz USA w jeździe indywidualnej na czas, zwycięzca etapowy Tour de France, Giro d’Italia i Vuelta a España. Zawodnik profesjonalnej grupy Garmin-Sharp.

## Kariera zawodowa
Zabriskie ukończył Olympus High School w 1997 roku, a jako profesjonalny kolarz zadebiutował w 1999 roku, w barwach drużyny Colorado.
W 2001 roku podpisał kontrakt z grupą US Postal. W 2004 roku wygrał krajowe mistrzostwa oraz 11. etap Vuelta a España – po samotnej, 162-kilometrowej ucieczce. Było to jego pierwsze etapowe zwycięstwo w Grand tourze.
W 2005 roku przeniósł się do Team CSC, w barwach której zwyciężył w jeździe indywidualnej na czas na 8. etapie podczas Giro d’Italia. W tym samym roku wygrał prolog Tour de France, pokonując o 2 sekundy Lance’a Armstronga i uzyskując średnią prędkość 54,6 km/h. Tym samym stał się pierwszym Amerykaninem, który wygrał etap w każdym z Grand Tourów.
Był liderem Tour de France 2005 do 4. etapu – jazdy drużynowej na czas. Upadł na ostatnich dwóch kilometrach, a przyczyną był defekt łańcucha. Z wyścigu wycofał się na 9. etapie, chcąc wyleczyć kontuzję. Jego rekonwalescencja została przerwana przez wypadek z drzwiami i uszkodzenie dłoni, co definitywnie zakończyło sezon.
W 2006 roku ściganie rozpoczął od drugiego miejsca w Tour of California. Następnie wygrał dwie czasówki podczas Critérium du Dauphiné Libéré. Po przejechaniu Tour de France stał się drugim (po Christianie Vande Velde) Amerykaninem, który ukończył wszystkie trzy Grand Toury. Sezon zakończył, zdobywając srebro na Mistrzostwa Świata w Salzburgu w jeździe indywidualnej na czas.

### 2007
Zabriskie przejechał Giro d’Italia i Tour de France, a później po raz trzeci został mistrzem kraju w jeździe indywidualnej na czas. Na mistrzostwach świata zajął 12. miejsce.

### 2008
Olimpijski sezon rozpoczął od wygranej drużynowej czasówki podczas Giro d’Italia. Wraz z nowym zespołem pokonał o 6 sekund swoją starą drużynę – Team. Jednak po kraksie na 2. etapie stwierdzono u niego złamanie kręgu i musiał wycofać się z wyścigu. Na letnich Igrzyskach w Pekinie zajął 12. miejsce, tracąc do zwycięskiego Fabiana Cancellary ponad 3 minuty. W Mistrzostwach Świata w Kolarstwie Szosowym, zdobył brązowy medal w jeździe indywidualnej na czas.

### 2009
W sezonie 2009 wziął udział w Giro d’Italia i Tour de France, w obydwu imprezach pomagając drużynie w zajęciu drugiej lokaty podczas jazdy drużynowej na czas. We wrześniu podczas ostatniego startu wygrał Tour of Missouri, kończąc obie czasówki na pierwszej pozycji.

### 2011
Zabriskie wygrał czasówkę podczas Tour of California. Podczas Tour de France był jednym z zawodników w drużynie Jonathana Vaughtersa. Drużyna Garmin-Cervélo wygrała 2. etap wyścigu, co pozwoliło jej na przejęcie koszulki lidera – żółty trykot do 9. etapu nosił Thor Hushovd. Zabriskie nie ukończył wyścigu, w wyniku kraksy na 9. etapie. W wyniku uszkodzenia nadgarstka musiał się wycofać, podobnie jak kilku innych zawodników, m.in. Aleksander Winokurow czy Jurgen Van den Broeck.

## Życie prywatne
W 2005 roku poślubił Randi Reich.
Zabriskie ogłosił w 2010 roku, że jest weganinem.

## Najważniejsze zwycięstwa i sukcesy
- 2000
  -  Mistrzostwo USA w jeździe indywidualnej na czas w kategorii U-23
- 2004
  -  Mistrzostwo USA w jeździe indywidualnej na czas
  - 1. miejsce na 11. etapie Vuelta a España
  - 5. miejsce w Mistrzostwach Świata w Kolarstwie Szosowym (jazda indywidualna na czas)
- 2005
  - 1. miejsce na 8. etapie Giro d’Italia
  - 3. miejsce na 18. etapie Giro d’Italia
  - 1. miejsce na 1. etapie Tour de France
    - 3 dni w maillot jaune (etapy 1-3)
- 2006
  - 1. miejsce na prologu i 3. etapie Critérium du Dauphiné Libéré
  - 3. miejsce na prologu Tour de France
  -  Mistrzostwo USA w jeździe indywidualnej na czas
  -  2. miejsce w Mistrzostwach świata (jazda indywidualna na czas)
- 2007
  - 3. miejsce na 20. etapie Giro d’Italia
  - 3. miejsce na 3. etapie Critérium du Dauphiné Libéré
  -  Mistrzostwo USA w jeździe indywidualnej na czas
- 2008
  - 2. miejsce na 5. etapie Tirreno-Adriático
  -  Mistrzostwo USA w jeździe indywidualnej na czas
  -  3. miejsce na Mistrzostwach świata (jazda indywidualna na czas)
- 2009
  - 2. miejsce w Tour of California
  - 1. miejsce w Tour of Missouri
    - 1. miejsce na 5. etapie

  -  Mistrzostwo USA w jeździe indywidualnej na czas
- 2010
  - 2. miejsce w Tour of California
    - 1. miejsce na 3. etapie

  - 3. miejsce na 9. etapie Tour de Suisse
- 2011
  - 1. miejsce na 4. etapie Tour de Romandie
  - 1. miejsce na 6. etapie Tour of California
  - 4. miejsce na 3. etapie Critérium du Dauphiné
  -  Mistrzostwo USA w jeździe indywidualnej na czas
- 2012
  - 1. miejsce na 1. etapie Tour de Langkawi
  - 1. miejsce na 5. etapie Tour of California
  -  Mistrzostwo USA w jeździe indywidualnej na czas